# Faouzi Chaouchi
Faouzi Chaouchi (en arabe : فوزي شاوشي), né le 5 décembre 1984 à Bordj Menaïel (Algérie), est un footballeur international algérien évoluant au poste de gardien de but à l'USM El Harrach.
Il compte 15 sélections en équipe nationale de 2008 à 2018.

## Biographie
Faouzi Chaouchi joue au CABBA, au MC Alger après avoir évolué à l'ES Sétif (2009-2011), à la JS Kabylie (2006-2009) et au JS Bordj Menaïel (2003-2006).
En décembre 2009, Chaouchi aide son équipe à gagner la Coupe Nord-Africaine de la Ligue de Champions en battant l'Espérance sportive de Tunis en finale, après une série de pénalty. Chaouchi est choisi comme le meilleur gardien de but du tournoi. Le 1er mai 2010, Chaouchi joue la finale de la Coupe d'Algérie contre le CA Batna, gagnant 3-0 et aidant son club à soulever la coupe d'Algérie pour la première fois en vingt ans, et pour la septième de leur histoire (le dernier titre datant de 1989). Le président algérien Abdelaziz Bouteflika, le chef de l'État, remet le trophée.
En 2009, un certain nombre de clubs européens avaient montré un intérêt. En 2010, durant un entretien quelques jours après la victoire contre CA Batna en finale de la Coupe d'Algérie, il a confirmé que son agent avait été informé que des représentants de grands clubs européens le suivraient pendant le match amical entre l'Irlande et l'Algérie se déroulant à Dublin le 28 mai 2010. Le 19 juillet 2011, il signe au faveur de Mouloudia Club d'Alger pour trois ans.
Lors de la Coupe du monde 2010, à la suite d'une fausse manœuvre pour attraper une balle pourtant à sa portée et qui fait perdre le premier match à l'Algérie[réf. nécessaire], il est remplacé par Raïs M'Bolhi pour les deux derniers matchs de l'Algérie, ce qui suscita sa colère[réf. nécessaire].
En 2013, après une suspension de deux ans, le club résilie son contrat. En 2014, sa suspension est réduite d'un an et il signe à nouveau pour deux ans au MCA. Le 15 juin 2016, malgré une suspension de dix matchs, son contrat est prolongé pour deux nouvelles saisons, jusqu'en juin 2018. Le 23 juin 2018, il signe au CR Belouizdad. Cependant, à peine deux semaines plus tard, il résilie son contrat en raison des problèmes internes secouant le CRB, et signe pour deux saisons en faveur du CA Bordj Bou Arreridj, nouvellement promu en D1.
En août 2022, il signe dans son club formateur le JS Bordj Ménaïel (D2).

### Controverses

#### Écarts disciplinaires
En 2008, quelques jours après son premier match avec les Verts, Rabah Saâdane le convoque à un stage de préparation pour la suite des éliminatoires jumelées de la Coupe du monde 2010 et CAN 2010 mais celui-ci refuse, prétextant qu'il est blessé. Alors le sélectionneur décide de le sanctionner pour quelques semaines.
En 2010, lors des demi-finales de la CAN 2010 contre l'Égypte, il tente de donner un coup de tête à l'arbitre de la rencontre Coffi Codjia. L'arbitre lui donne un carton jaune. Rabah Saâdane décide alors de ne pas le sélectionner pour le match contre la Serbie à la suite de ses écarts, mais finit finalement par revenir sur sa décision en prévision de la Coupe du monde 2010. À l'issue de celle-ci, Rabah Saâdane décida de ne plus le sélectionner pour les matches de qualifications à la Coupe d'Afrique des nations de football 2012.
Il a été suspendu par la FAF (Fédération algérienne de football) pendant 2 ans, pour indiscipline lors de la finale de la Coupe d'Algérie 2013. Mais sa suspension ne lui interdit pas de s'engager avec un club étranger et d'y jouer. Après la levée de sa suspension, il réalise un retour triomphal sur les pelouses le 9 août 2014, 15 mois après son dernier match avec le MCA, où il offre un nouveau titre au club. Après sa prestation il est convoqué en équipe d'Algérie par Christian Gourcuff, dans le cadre des éliminatoires de la CAN 2015.
Le 27 mai 2016, à l'issue de la dernière journée de championnat, opposant l'ES Sétif au MC Alger (2-2), une altercation a lieu entre Chaouchi et le gardien sétifien, Belhani. Chaouchi prend dix matchs tandis que Belhani prend quatre. La sanction est finalement confirmée en appel.
Le 17 août 2024, il signe à l'USMH.

#### Condamnation pénale
Le 29 mars 2017, le procureur requiert à son encontre un an de prison ferme pour avoir insulté et giflé un policier lors d'une rencontre. Le 11 avril 2017, il écope finalement de six mois de prison avec sursis.

### Vie privée
C'est durant sa suspension qu'il se marie.

## Statistiques

### En club
| Saison                | Club                  | Championnat           | Championnat | Championnat | Coupe(s) nationale(s) | Coupe(s) nationale(s) | Supercoupe | Supercoupe | Compétition(s) continentale(s) | Compétition(s) continentale(s) | Compétition(s) continentale(s) | Autres compétitions | Autres compétitions | Autres compétitions | Total | Total |
| Saison                | Club                  | Division              | M.          | B.          | M.                    | B.                    | M.         | B.         | Comp.                          | M.                             | B.                             | Comp.               | M.                  | B.                  | M.    | B.    |
| 2006-2007             | JS Kabylie            | 1                     | 23          | 0           | 3                     | 0                     | 1          | 0          | C1+C1                          | 1+6                            | 0+0                            | -                   | -                   | -                   | 34    | 0     |
| 2007-2008             | JS Kabylie            | 1                     | 24          | 0           | 0                     | 0                     | -          | -          | C1+C1+C3                       | 5+4+2                          | 0+1+0                          | -                   | -                   | -                   | 35    | 1     |
| 2008-2009             | JS Kabylie            | 1                     | 29          | 0           | 0                     | 0                     | -          | -          | C3+C1                          | 6+2                            | 0+0                            | CNAF                | 2                   | 0                   | 39    | 0     |
| 2009-2010             | ES Sétif              | 1                     | 19          | 0           | 4                     | 0                     | -          | -          | C3+C1                          | 0+4                            | 0+0                            | CNAF                | 4                   | 0                   | 31    | 0     |
| 2010-2011             | ES Sétif              | 1                     | 18          | 0           | 4                     | 0                     | -          | -          | C1+C1+C3                       | 4+4+1                          | 0+0+0                          | SC+CC               | 1+4                 | 0+0                 | 36    | 0     |
| 2011-2012             | MC Alger              | 1                     | 18          | 1           | 2                     | 0                     | -          | -          | C1                             | 0                              | 0                              | -                   | -                   | -                   | 20    | 1     |
| 2012-2013             | MC Alger              | 1                     | 25          | 0           | 6                     | 0                     | -          | -          | -                              | -                              | -                              | -                   | -                   | -                   | 31    | 0     |
| 2014-2015             | MC Alger              | 1                     | 26          | 0           | 1                     | 0                     | 1          | 0          | C3                             | 1                              | 0                              | -                   | -                   | -                   | 29    | 0     |
| 2015-2016             | MC Alger              | 1                     | 29          | 0           | 6                     | 0                     | -          | -          | -                              | -                              | -                              | -                   | -                   | -                   | 35    | 0     |
| 2016-2017             | MC Alger              | 1                     | 15          | 0           | 3                     | 0                     | 0          | 0          | C3                             | 12                             | 0                              | -                   | -                   | -                   | 30    | 0     |
| 2017-2018             | MC Alger              | 1                     | 13          | 0           | 4                     | 0                     | -          | -          | C3+C1                          | 2+4                            | 0+0                            | -                   | -                   | -                   | 23    | 0     |
| 2018-2019             | CA Bordj Bou Arreridj | 1                     | 25          | 0           | 0                     | 0                     | -          | -          | -                              | -                              | -                              | -                   | -                   | -                   | 25    | 0     |
| Total sur la carrière | Total sur la carrière | Total sur la carrière | 264         | 1           | 33                    | 0                     | 2          | 0          | -                              | 58                             | 1                              | -                   | 11                  | 0                   | 368   | 2     |

### En sélection nationale
| Saison                | Sélection             | Phases finales               | Phases finales | Phases finales | Éliminatoires CDM | Éliminatoires CDM | Éliminatoires CAN | Éliminatoires CAN | Matchs amicaux | Matchs amicaux | Total | Total |
| Saison                | Sélection             | Compétition                  | M              | B              | M                 | B                 | M                 | B                 | M              | B              | M     | B     |
| --------------------- | --------------------- | ---------------------------- | -------------- | -------------- | ----------------- | ----------------- | ----------------- | ----------------- | -------------- | -------------- | ----- | ----- |
| 2007-2008             | Algérie               | -                            | -              | -              | -                 | -                 | -                 | -                 | 1              | 0              | 1     | 0     |
| 2008-2009             | Algérie               | -                            | -              | -              | 0                 | 0                 | -                 | -                 | -              | -              | 0     | 0     |
| 2009-2010             | Algérie               | CAN 2010+Coupe du monde 2010 | 5+1            | 0+0            | 1                 | 0                 | -                 | -                 | 3              | 0              | 10    | 0     |
| 2014-2015             | Algérie               | -                            | -              | -              | -                 | -                 | 0                 | 0                 | -              | -              | 0     | 0     |
| 2017-2018             | Algérie               | -                            | -              | -              | 1                 | 0                 | -                 | -                 | 3              | 0              | 4     | 0     |
| Total sur la carrière | Total sur la carrière | Total sur la carrière        | 6              | 0              | 2                 | 0                 | 0                 | 0                 | 7              | 0              | 15    | 0     |

### Matchs internationaux
Le tableau suivant liste les rencontres de l'équipe d'Algérie dans lesquelles Faouzi Chaouchi a été sélectionné depuis le 26 mars 2008 jusqu'au 1er juin 2018.

### Distinctions personnelles
Gant d'or (1) :
- Vainqueur : 2009

Oscars de Maracana (2) :
- Vainqueur : 2009 ، 2016